# 1,4-Heptonolakton
Az 1,4-heptonolakton (E370) egy mesterséges adalékanyag, melyet a hidroxi-heptánsavból, szintetikus úton állítanak elő.
Élelmiszerekben savanyúságot szabályozó anyagként és aromaként alkalmazzák.
Elsősorban kókusz-, dió- és vaníliaaromákban fordulhat elő. Napi maximum beviteli mennyisége nincs meghatározva, nincs ismert mellékhatása.